# Pilgrim von Passau
Pilgrim von Passau (auch: Piligrim, Pilegrinus, Peregrinus) (* um 920; † 21. Mai 991 in Passau) war der 18. Bischof von Passau.

## Leben
Pilgrim entstammte dem bairischen Uradel. Väterlicherseits war er Sieghardinger, mütterlicherseits Aribone. Seine Ausbildung erhielt er im Kloster Niederaltaich. Vermutlich war er dort auch Kanoniker.
Im Jahre 971 ernannte ihn Kaiser Otto I. zum Bischof von Passau. Da er beim Aufstand der Herzöge Heinrich II. von Bayern und Heinrich I. von Kärnten auf der Seite des Kaisers Otto II. stand, wurde Passau 977 belagert und zerstört. Pilgrim erhielt vom Kaiser Besitzungen in der Mark im Osten und sorgte dort für den Wiederaufbau nach den Magyareneinfällen. Von 985 bis 991 hielt er drei Diözesansynoden in Lorch, Mautern und Mistelbach bei Wels ab.
Pilgrim förderte die Missionierung der Magyaren, die durch die Taufe des Árpádenfürsten Géza und dessen Sohnes Stephan im Jahre 975 oder 985 erfolgreich war. Er berief den später heiliggesprochenen Wolfgang von der Ungarnmission ab und erhob ihn zum Bischof von Regensburg.
Es gelang ihm nicht, die Metropolitanrechte über Mähren und Ungarn zu erhalten. Er wollte Passau zum Erzbistum erheben und hat womöglich eigenhändig die Lorcher Fälschungen angefertigt. Damit wollte er das Bistum Passau als Rechtsnachfolger des antiken Erzbistums Lauriacum (heute Lorch) nachweisen.
Ende des 12. Jahrhunderts wurde er vorübergehend als Heiliger verehrt. Ein literarisches Denkmal setzte ihm zur selben Zeit der wahrscheinlich in Passau tätige Dichter des Nibelungenliedes, der ihn als Oheim der Kriemhild bezeichnete. Die Ergänzungsdichtung der Nibelungenklage schrieb Pilgrim sogar die Initiative zu, die sagenhaften Ereignisse des Nibelungenuntergangs in lateinischer Sprache aufzuzeichnen. Dabei handelt es sich vermutlich um eine literarische Fiktion.